# Џеф Херст
Џеф Чарлс Херст (Велики Манчестер, 8. децембар 1941) је бивши енглески фудбалер и фудбалски тренер. Играо је на позицији нападача и једини је фудбалер који је постигао хет-трик у финалу Светског првенства, када је репрезентација Енглеске победила Западну Немачку резултатом 4:2 на стадиону Вембли, 1966. године.
Каријеру је започео у екипи Вест Хем јунајтеда за који је постигао 242 гола на 500 утакмица и са којим је освојио ФА куп 1964. године и Куп победника купова 1965. године. Након тога потписао је уговор са Стоук Ситијем 1972. године за 80.000 фунти. После три сезоне, каријеру је наставио у Вест Бромич албиону.
Током 1976. године играо је у ирском Корк Селтику, а фудбалску каријеру завршио у Сједињеним Америчким Државама, у клубу Сијетл Саундерс. Након тога вратио се у Енглеску и тренирао Телфорд јунајтед, затим од 1979. до 1981. године био на клупи Челсија, а након тога од 1982. до 1984. године тренирао Кувајт спорт клуб, пре него што је напустио фудбал и сконцентрисао се на сопствени бизнис.
За репрезентацију Енглеске играо је на 49 утакмица, а постигао 24 гола. Са репрезентацијом Енглеске освојио је Светско првенство 1966. године, а играо и на Европском првенству 1968. и Светском првенству 1970. године. Такође је имао кратку каријеру у крикету, имао је један наступ за Есекс 1962. године, али се након тога сконцентрисао на фудбал.

## Биографија
Херст је рођен у традиционалној грофовији Ланкашир у Великом Манчестеру, 8. децембра 1941. године. Имао је млађу сесутру Дијану и брата Роберта. Његова породица се преселила у Челмсфорд у Есексу, када је Херст имао шест година. Његов отац Чарли Херст био је професионални фудбалер који је играо као центархалф за Бристол роверс, Рочдејл и Олдам атлетик. Његова мајка Евелин Хопкинс је из Глостершира, а води порекло из Немачке.
Као тинејџер, Херст је био опседнут фудбалом, а једном је новчано кажњен због ремећења јавног реда и мира, зашто је упорно шутирао лопту у башту свог суседа. Поред фудбала, Херст је одиграо један крикет меч за Есек против Ланкашира. Након тога јавио се 23 у Есеку на крикету, пре него што се у потпуности сконцетрисао на фудбал. Под очевим управљањем у клубу, Херст је био резервао у Халстед тауну, када је имао око четринаест година.
Хест живи у Челтнаму са супругом Џудит. Венчали су се 13. октобра 1964. године, а упознали су се три године раније.
Херст је увршћен у статуи „Шампиони”, која представља победнички тим репрезентације Енглеске на Светском првенству 1966. године, а израдио ју је кипар Филип Џексон. Херстом допринос енглеском фудбалу препознат је 2004. године када је примљен у Кућу славних енглеског фудбала. Такође, Херст је један од ретких фудбалера коју су добили орден витеза. Његова статуа откривена је испред стадиона клуба Курзон Ештон, 2010. године.

## Клупска каријера

### Вест Хем јунајтед
Фудбалску каријеру Херст је започео у Вест Хем Јунајтеду када је имао петнаест година. Тренер клуба Тед Фентон изабрао га је да игра на утакмици против Фулама у децембру 1958. године. Четири месеца касније започео је професионалну каријеру, а клуб му је плаћао 7 фунти недељно уз хонорар од 20 фунти. Његов први професионални наступ био је у фебруару 1960. годнине, а након тога има само још два наступа у сезони 1959/1960. године. Фентон је након тога схватио да је Боби Мур остварио бољи напредак од Херста. Током сезоне 1960/1961. Херст се сконцентрисао на крикет. У априлу 1961. године Рон Гринвуд је преузео функцију тренера Вест Хем јунајтеда и драстично променио тим, стављајући фокус на технику уместо на физичку спремност односно кондицију. Хурст је због обавеза на крикету пропустио почетак предсезонских тренинга 1961/1962. али је имао 24 наступа те сезоне, а први гол постигао у децембру 1961. године на мечу против Вулверхемптон вондерерса, када је његов тим славио резултатом 4:2. Наредног лета пропустио се предсезонске тренинге и није играо у уводном делу сезоне 1962/1963.ref>Hurst 2002, стр. 40</ref> У септембру исте сезоне Гринвуд је покушао да оформи тим са Херстом као нападачом, након што је одлучио да је слабији на дефанзивном месту. Херст је након тога постигао 13 голова на 27 утакмица. Током лета 1963. године придружуио се клубу на њиховој пресезонској турнеји у Њујорку и имао велике користи од играња против играча из врхунских клубова широм света на међународном пријатељском турниру.
Херст и Вест Хем јунајтед имали су лош почетак сезоне 1963/1964. и били су на четрнаестој позицији. Међутим у ФА купу тим је импресионирао. Након победе над друголигашима Чарлтон атлетик резултатом 3:0, остварили су победу и против Лејтон оријента. Гринвуд је након тога именовао истих 11 играча као пре, укључујући Херста, да играју на свим утакмицама Вест Хем јунајтеда на ФА купу. Клуб је дошао до финала, а Херст је постигао један гол против Чарлтон атлетика, два против Лејтон оријента, као и гол у петом колу против Свиндон тауна. Бернли је пружио јак отпор у четвртфиналу, али је Вест Хем јунајтед победио и прошао у полуфинале ФА купа са Манчестер јунајтедом на стадиону Хилсборо. Херстов тим победио је Манчестер јунајтед, а прешло су у вођство након што је у игру ушао Боби Мур. Након тога, клуб се суочио са друголигашем Престон Норт Ендом у полуфиналу ФА купа 1964. године и добио меч 3:2, а други гол постигао је Херст. Клуб је освојио Куп победника купова у сезони 1964/1965. Победили су белгијски клуб Гент у првој рунди такмичења, након тога и чехословачку Спарту Праг. Након тога у четвртфиналу победили су Лаусејн Спорт резултатом 6:4, али Херст ни до тада није постигао гол јер је играо у повученој улози иза Џонија Бирна како би ојачао средину терена. У полуфиналу Вест Хем јунајтед је ремизирао са Реал Сарагосом у реванш мечу и изборио место у финалу Купа победника купова против Минхена 1860 на Вемблију. Вест Хем јунајтед победио је у финалу резултатом 2:0 и то је био први европски трофеј клуба.
Након што је у сезони 1956/1966. постигао 40 голова на 59 утакмица, а и победио на Светском првенству са 1966. са репрезентацијом Енглеске, добио је понуду од 200.000 фунти од менаџера Манчестер јунајтеда Мета Базбија, али Гринвуд је понуду одбио. Након тога Херст је играо у тиму када је Вест Хем јунајтед изгубио финале Енглеског Лига купа од Вест Бромич албиона. Током сезоне 1966/1967. Вест Хем јунајтед показао је да имају реалне шансе да освоје првенство под Гринвудом. Херст је постигао хет-трик у лигашкој утакмици против Лидс јунајтеда, а утакмица је завршена резултатом 7:0. Ипак тим је завршио учешће у купу поразон од Свиндон тауна резултатом 3:1, који је играо у Трећој дивизији. Након тога, Херст је постигао шест голова у утакмици Прве дивизије против Сандерленда на Аптон парку, 19. откобра 1968. године, а утакмица је завршена резултатом 8:0. Хест је медијима признао да је први гол постигао руком, што се нашло на великом броју насловних страна новина. Године 1972. Вест Хем јунајтед стигао је до полуфинала Енглеског Лига купа, када су играли против Стоук Ситија, који их је зауставио на путу до финала. 

### Стоук Сити
Херст је продат Стоук Ситију за 80.000 фунти у августу 1972. године. Почетком 1973. године добио је уплу плућа и отишао у Јужну Африку да се опорави а након тога играо на позајмици у Кејптауну. Пропустио је само четири утакмице за Стоук Сити, а по повратку успео је да им помогне да одрже свој статус у Првој дивизији.
У јануару 1974. године менаџер Стоук Ситија, Тони Вадингтон затражио је од Херста да преузме позицију Алана Худсона, како би обезбедио стабилан тим током сезоне. Током сезоне 1973/1974, Стоук Сити је био на петом месту. Херст је постигао 11 голова на 41 утакмици у сезони 1974/1975 и помогао свом тиму да заврши на петом месту, само четири бода иза шампиона Дарби Каунтија

### Вест Бромич албион
Херст је продат Вест Бромич албиону чији тренер је тада био Џони Гилс, у лето 1975. године, за 20.000 фунти. Одиграо је 12 мечева за тим на старту сезону 1975/1976 и постигао два гола, пре него што је отишао у Сједињене Америчке Државе. Касније је призао да је био превише стар како би водио Вест Бромвић албион у Другу дивизију.

### Каснија каријера
Херст је у јануару 1976. године потписао уговор са ирским Корк селтиком, а задржао се само месец дана. Након тога током 1976. године потписао је уговор са Сијетл Саундерсом, где се доказао као способан члан тима и играо у првој постави. Био је други најбољи стрелац водеће екипе и помогао Сијетл Саундерсу да дође до плеј-офа први пут у својој краткој историји, а постигао је осам голова на двадесет и три утакмице.

## Каријера у репрезентацији
Херст је свој први наступ за репрезентацију Енглеске имао 23. фебруара 1966. године на утакмици против Западне Немачке. Играо је добро, а након тога и на утакмицама против Шкотске и Југославије, што му је осигурало место у тиму за Светско првенство 1966. Ипак, Херст је имао осредње енаступе у пријатељским сусретима против Финске и Данске, па су уместо њега за последњу утакмицу против репрезентације Пољске изабрани Џими Грејвс и Роџер Хант. Њих двојица су такође играли на утакмицама против Уругваја, Мексика и Француске, али у последњој утакмици Грејвс је повређен, а Херст је заузео његово место у четвртфиналу против репрезентације Аргентине, коју је Енглеска победила резултатом 1:0. Грејвс није био способан ни за наредну утакмицу против Португалије, где су играли Херст и Хант, Енглеска је победила резлутатом 2:1, а Херст је био асистент другог гола.
Како се приближавало финале против Немачке, медији су известили да је Грејвс ушао у кондицију и опоравио се, али Ремси није био спреман да ризикује, па је за финале одабрао Херста. Меч је завршен резултатом 4:2 за Енглеску, а Херст је постигао три гола и постгао први играч који је постигао хет-трик у финалу Светског првенства у фудбалу. Једино још коме је то пошло за руком је Чарли Лојд, која је то учинила за Сједињене Државе против Јапана на Светском првенству у фудбалу за жене 2015. године у Ванкуверу.
Херст је изабран да игра финале на Европском првенству 1968. али нису успели да се пласирају, пошто су у полуфиналу изгубили од репрезентације Југославије 1:0. Играо је и постигао погодак за треће место на утакмици против Совјетског Савеза. Херст је свој други хет-трик за репрезентацију постигао 12. марта 1969. године у победи над Француском, резултатом од 5:0, а именован је у састав Ремсија који је играо у Мексику на одбрани титуле, на Светском првенству 1974. године. Херт је тада постигао једини погодак против Румуније, а Енглеска је напредовала до четврфинала где се поново суочила са Западном Немачком, која је победила Енглеску на продужетке резулатом 3:2.

## Тренерска каријера
Након што је завршио играчку каријеру, Херст је прешао у посао тренера и менаџера. Три године провео је као игра-менаџер Телфорд јунајтеда, у периоду од 1976. до 1979. године. Након тога Рон Гринвуд регрутовао га је да буде у тренерском тиму репрезентације Енглеске. Путовао је са репрезентацијом, како би поогао Гринвуду на Европском првенству 1980. године и Светском првенству 1982. године, а Енглеска на оба такмичења није успела да пређе групну фазу. Од 1979. до 1981. године водио је Челси, који је играо у Другој дивизији, пре сезоне 1979/1980. првобитно као помоћник тренера Денија Бленчфлаувера. Када је Бленчфлаувер отпуштен, Херст је постао главни тренер, а ангажовао је Бобија Голда као свог помоћника. У почетку су ствари ишле добро и током већег дела сезоне Челси је био на добром путу, али је ипак завршио на четвром месту у лиги. Од продаје Емона Банона, Дејвида Стрида и Тревора Алота, клуб је прикупио 250.000 фунти. Потом је потрошено 300.000 фунти на Колина Лија, Дениса Рофеа и Колина Виљена; Херст је касније признао да је направио грешку јер је купио Виљена, док је Лиј доживео повреду. Наредне сезоне, Челси је добро почео, али је касније постигао голове на само три од последња 22 лигашка меча, након чега је Херст отпуштен, а клуб је завршио на дванаестом месту у лиги.
Након што је 23. априла 1981. године отпуштен из Челсија, Херст је продавао осигурање за фирму „Аби Лајф”. Наредне године вратио се на посао менаџера, након што му је уговор понудио Кувајт спортски клуб и понудио издашну плату. Контраверзно и дисиплиновано је одбацио капитена клуба Сада ал-Хотија, али није успео да се избори у кувајтској Премијер лиги. Након одласка из Кувајта у априлу 1984. године вратио се трговини осигурања.

## Статистика

### Клуб
| Клуб                      | Сезона            | Лига                           | Лига | Лига | ФА куп | ФА куп | Енглески Лига куп | Енглески Лига куп | Остало | Остало | Укупно | Укупно |
| Клуб                      | Сезона            | Дивизија                       | Ута  | Гол  | Ута    | Гол    | Ута               | Гол               | Ута    | GГол   | Ута    | Гол    |
| ------------------------- | ----------------- | ------------------------------ | ---- | ---- | ------ | ------ | ----------------- | ----------------- | ------ | ------ | ------ | ------ |
| Вест Хем јунајтед         | 1959–60           | Прва дивизија                  | 3    | 0    | 0      | 0      | 0                 | 0                 | 0      | 0      | 3      | 0      |
| Вест Хем јунајтед         | 1960–61           | Прва дивизија                  | 6    | 0    | 0      | 0      | 0                 | 0                 | 0      | 0      | 6      | 0      |
| Вест Хем јунајтед         | 1961–62           | Прва дивизија                  | 24   | 1    | 1      | 0      | 2                 | 0                 | 0      | 0      | 27     | 1      |
| Вест Хем јунајтед         | 1962–63           | Прва дивизија                  | 27   | 13   | 0      | 0      | 2                 | 2                 | 0      | 0      | 29     | 15     |
| Вест Хем јунајтед         | 1963–64           | Прва дивизија                  | 37   | 14   | 7      | 7      | 6                 | 5                 | 0      | 0      | 50     | 25     |
| Вест Хем јунајтед         | 1964–65           | Прва дивизија                  | 42   | 17   | 1      | 2      | 1                 | 0                 | 10     | 1      | 54     | 20     |
| Вест Хем јунајтед         | 1965–66           | Прва дивизија                  | 39   | 23   | 4      | 4      | 10                | 11                | 6      | 2      | 59     | 40     |
| Вест Хем јунајтед         | 1966–67           | Прва дивизија                  | 41   | 29   | 2      | 3      | 6                 | 3                 | 0      | 0      | 49     | 35     |
| Вест Хем јунајтед         | 1967–68           | Прва дивизија                  | 38   | 19   | 3      | 1      | 3                 | 5                 | 0      | 0      | 44     | 25     |
| Вест Хем јунајтед         | 1968–69           | Прва дивизија                  | 42   | 25   | 3      | 2      | 3                 | 4                 | 0      | 0      | 48     | 31     |
| Вест Хем јунајтед         | 1969–70           | Прва дивизија                  | 39   | 16   | 1      | 0      | 2                 | 2                 | 0      | 0      | 42     | 18     |
| Вест Хем јунајтед         | 1970–71           | Прва дивизија                  | 39   | 15   | 0      | 0      | 2                 | 0                 | 0      | 0      | 41     | 15     |
| Вест Хем јунајтед         | 1971–72           | Прва дивизија                  | 34   | 8    | 4      | 4      | 10                | 4                 | 0      | 0      | 48     | 16     |
| Вест Хем јунајтед         | Укупно            | Укупно                         | 411  | 180  | 26     | 23     | 47                | 36                | 16     | 3      | 500    | 242    |
| Стоук Сити                | 1971–72           | Прва дивизија                  | 0    | 0    | 1      | 0      | 0                 | 0                 | 0      | 0      | 1      | 0      |
| Стоук Сити                | 1972–73           | Прва дивизија                  | 38   | 10   | 0      | 0      | 3                 | 2                 | 2      | 1      | 43     | 13     |
| Стоук Сити                | 1973–74           | Прва дивизија                  | 35   | 12   | 1      | 0      | 4                 | 1                 | 5      | 2      | 45     | 15     |
| Стоук Сити                | 1974–75           | Прва дивизија                  | 35   | 8    | 1      | 0      | 4                 | 3                 | 1      | 0      | 41     | 11     |
| Стоук Сити                | Укупно            | Укупно                         | 108  | 30   | 3      | 0      | 11                | 6                 | 8      | 3      | 130    | 39     |
| Кејптаун Сити (позајмица) | 1972–73           | Јужноафричка фудбалска лига    | 6    | 5    | 0      | 0      | 0                 | 0                 | –      | –      | 6      | 5      |
| Вест Бромич албион        | 1975–76           | Друга дивизија                 | 10   | 2    | 0      | 0      | 2                 | 0                 | 0      | 0      | 12     | 2      |
| Корк Селтик               | 1975–76           | Премијер лига Ирске            | 3    | 3    | 0      | 0      | –                 | –                 | –      | –      | 3      | 3      |
| Сијетл Саундерс           | 1976.             | Северноамеричка фудбалска лига | 23   | 8    | –      | –      | –                 | –                 | –      | –      | 23     | 8      |
| Укупно у каријери         | Укупно у каријери | Укупно у каријери              | 561  | 228  | 29     | 23     | 60                | 42                | 24     | 6      | 674    | 299    |

### Репрезентација
Извор:
| Национални тим | Год    | Ута | Гол |
| -------------- | ------ | --- | --- |
| Енглеска       | 1966   | 11  | 7   |
| Енглеска       | 1967   | 6   | 2   |
| Енглеска       | 1968   | 6   | 2   |
| Енглеска       | 1969   | 8   | 7   |
| Енглеска       | 1970   | 11  | 3   |
| Енглеска       | 1971   | 6   | 3   |
| Енглеска       | 1972   | 1   | 0   |
| Укупно         | Укупно | 49  | 24  |

### Голови за репрезентацију
Голови за репрезентацију Херста
| Бр. | Датум              | Стадион                                       | Противник       | Скор | Резултат | Такмичење                                 |
| --- | ------------------ | --------------------------------------------- | --------------- | ---- | -------- | ----------------------------------------- |
| 1   | 2. април 1966.     | Хемпден парк, Глазгов, Шкотска                | Шкотска         | 1–0  | 4–3      | Британски шампионат                       |
| 2   | 23. јул 1966.      | Вембли, Лондон, Енглеска                      | Аргентина       | 1–0  | 1–0      | Светско првенство 1966.                   |
| 3   | 30. јул 1966.      | Вембли, Лондон, Енглеска                      | Западна Немачка | 1–1  | 4–2      | финале Светског првенства 1966.           |
| 4   | 30. јул 1966.      | Вембли, Лондон, Енглеска                      | Западна Немачка | 3–2  | 4–2      | финале Светског првенства 1966.           |
| 5   | 30. јул 1966.      | Вембли, Лондон, Енглеска                      | Западна Немачка | 4–2  | 4–2      | финале Светског првенства 1966.           |
| 6   | 16. новембар 1966. | Вембли, Лондон, Енглеска                      | Велс            | 1–0  | 5–1      | Британски шампионат                       |
| 7   | 16. новембар 1966. | Вембли, Лондон, Енглеска                      | Велс            | 2–0  | 5–1      | Британски шампионат                       |
| 8   | 15. април 1967.    | Вембли, Лондон, Енглеска                      | Шкотска         | 2–3  | 2–3      | Британски шампионат                       |
| 9   | 22. новембар 1967. | Вембли, Лондон, Енглеска                      | Северна Ирска   | 1–0  | 2–0      | Британски шампионат                       |
| 10  | 8. јун 1968.       | Стадион Олимпико, Рим, Италија                | Совјетски Савез | 2–0  | 2–0      | Европско првенство 1968.                  |
| 11  | 11. децембар 1968. | Вембли, Лондон                                | Бугарска        | 1–1  | 1–1      | пријатељска утакмица                      |
| 12  | 12. март 1969.     | Вембли, Лондон, Енглеска                      | Француска       | 2–0  | 5–0      | пријатељска утакмица                      |
| 13  | 12. март 1969.     | Вембли, Лондон, Енглеска                      | Француска       | 3–0  | 5–0      | пријатељска утакмица                      |
| 14  | 12. март 1969.     | Вембли, Лондон, Енглеска                      | Француска       | 5–0  | 5–0      | пријатељска утакмица                      |
| 15  | 3. мај 1969.       | Виндзор парк, Белфаст, Северна Ирска          | Северна Ирска   | 3–1  | 3–1      | Британски шампионат                       |
| 16  | 10. мај 1969.      | Вембли, Лондон, Енглеска                      | Шкотска         | 2–0  | 4–1      | Британски шампионат                       |
| 17  | 10. мај 1969.      | Вембли, Лондон, Енглеска                      | Шкотска         | 3–1  | 4–1      | Британски шампионат                       |
| 18  | 8. јун 1969.       | Стадион Сентенарио, Монтевидео, Уругвај       | Уругвај         | 2–1  | 2–1      | пријатељска утакмица                      |
| 19  | 25. фебруар 1970.  | Стадион Констант Ванден Сток, Брисел, Белгија | Белгија         | 2–0  | 3–1      | пријатељска утакмица                      |
| 20  | 21. април 1970.    | Вембли, Лондон                                | Северна Ирска   | 2–1  | 3–1      | Британски шампионат                       |
| 21  | 2. јун 1970.       | Јалиско стадион, Гвадалахара, Мексико         | Румунија        | 1–0  | 1–0      | Светско првенство 1970.                   |
| 22  | 21. април 1971.    | Вембли, Лондон                                | Грчка           | 2–0  | 3–0      | квалификације за Европско првенство 1972. |
| 23  | 13. октобар 1971.  | Сент Јакоб-Парк, Базел, Швајцарска            | Швајцарска      | 1–0  | 3–2      | квалификације за Европско првенство 1972. |
| 24  | 1. децембар 1971.  | Стадион Караискакис, Атина, Грчка             | Грчка           | 1–0  | 2–0      | квалификације за Европско првенство 1972. |

### Тренерска статистика
| Тим    | Од                  | До               | Статистика | Статистика | Статистика | Статистика | Статистика |
| Тим    | Од                  | До               | У          | П          | Н          | И          | Поб %      |
| ------ | ------------------- | ---------------- | ---------- | ---------- | ---------- | ---------- | ---------- |
| Челси  | 13. септембар 1979. | 30. априла 1981. | 84         | 35         | 20         | 29         | 041,7      |
| Укупно | Укупно              | Укупно           | 84         | 35         | 20         | 29         | 041,7      |

## Награде и тројефи

### Клуб
Вест Хем јунајтед
- Америчка фудбалска лига: 1963.
- ФА куп: 1963–64
- ФА Комјунити шилд: 1964.[82]
- Куп победника купова: 1964/65.
- Енглески Лига куп другопласирани: 1965–66.

### Репрезентација
Енглеска
- Светско првенство: 1966.
- Европско првенство у фудбалу бронзана медаља: 1968.

### Индивидуални
- Играч године Вест Хем јуантеда: 1965–66, 1966–67, 1968–69.
- Магазин Фудбал, Светских XI: 1967, 1968, 1969[83]
- Најбољи тим Европског првенства: 1968.
- 100 фудбалских легенди: 1998.
- ФВА Трибјут награда: 1998.
- Енглеска кућа славних: 2004.

### Ордени
- Орден Британске империје: 1979.[84]
- Титула витеза: 1998.[85]